# Gustaf Edgren
För juristen och vice häradshövdingen med samma namn, se Gustaf Edgren (jurist).
Erik Gustaf Edgren, född 1 april 1895 i Östra Fågelviks församling i Värmland, död 10 juni 1954 i Bromma församling i Stockholm, var en svensk regissör, manusförfattare och filmproducent.

## Biografi
Edgren började som koreograf i filmen Värmlänningarna 1921, där han även medverkar i en mindre roll. Edgren var helt självlärd som regissör och debuterade 1922 med filmen Fröken på Björneborg, i vilken han stod för regi, manus och produktion. Filmen gjordes för det egna bolaget Värmlandsfilm och han skulle göra totalt sex filmer för bolaget innan han 1927 gick över till Svensk Filmindustri. 
Edgren kom att bli mycket populär och under två decennier var han SF:s mest vinstgivande regissör. Populariteten kan till viss del förklaras av att Edgren hade upptäckt Fridolf Rhudin och lanserade denne som komiker i sina filmer. Speciellt framgångsrika kom filmerna mellan 1927 och 1934 att bli.
Edgren hade en förkärlek för folklustspel och bygdespel, vilket bland annat visade sig i debuten Fröken på Björneborg, men även i filmer som Värmlänningarna (1932). Han gjorde även en del politiska filmer som Erik Lindorms politiska komedi Röda dagen (1931) och Karl Fredrik regerar (1934), vilken handlade om en statare som blev jordbruksminister. Efter Valborgsmässoafton (1935) följde några år av mindre lyckade filmer innan han på nytt nådde framgång med 1943 års Katrina och 1946 års Driver dagg faller regn.
Han var gift från 1924 med skådespelaren Svea Hellberg (1896–1924) och från 1927 med Linnéa Spångberg (1904–1981). Barnen Britt-Lis, Bengt och Björn Edgren (född 1938) agerade som barnskådespelare i några av Edgrens filmer.

## Filmografi

### Regi
- 1922 – Fröken på Björneborg
- 1923 – Närkingarna
- 1924 – Trollebokungen
- 1925 – Styrman Karlssons flammor
- 1925 – Skeppargatan 40
- 1926 – Hon, Han och Andersson
- 1927 – Spökbaronen
- 1928 – Svarte Rudolf
- 1929 – Konstgjorda Svensson
- 1930 – Kronans kavaljerer
- 1931 – Trötte Teodor
- 1931 – Röda dagen
- 1931 – Skepp ohoj!
- 1932 – Värmlänningarna
- 1934 – Simon i Backabo
- 1934 – Karl Fredrik regerar
- 1935 – Valborgsmässoafton
- 1936 – Johan Ulfstjerna
- 1937 – John Ericsson - segraren vid Hampton Roads
- 1937 – Ryska snuvan
- 1938 – Styrman Karlssons flammor
- 1940 – Stora famnen
- 1943 – Katrina
- 1943 – Lille Napoleon
- 1944 – Dolly tar chansen
- 1945 – Hans Majestät får vänta
- 1946 – Driver dagg faller regn
- 1946 – Kristin kommenderar
- 1947 – Tösen från Stormyrtorpet
- 1948 – En svensk tiger
- 1948 – Flottans kavaljerer
- 1949 – Svenske ryttaren
- 1951 – Sköna Helena

### Filmmanus
- 1922 – Fröken på Björneborg
- 1923 – Närkingarna
- 1924 – Trollebokungen
- 1925 – Styrman Karlssons flammor
- 1925 – Skeppargatan 40
- 1926 – Hon, Han och Andersson
- 1927 – Spökbaronen
- 1928 – Svarte Rudolf
- 1929 – Konstgjorda Svensson
- 1930 – Kronans kavaljerer
- 1931 – Röda dagen
- 1931 – Skepp ohoj!
- 1932 – Värmlänningarna
- 1934 – Fasters millioner
- 1935 – Valborgsmässoafton
- 1936 – Johan Ulfstjerna
- 1937 – John Ericsson - segraren vid Hampton Roads
- 1937 – Ryska snuvan
- 1940 – Stora famnen
- 1943 – Katrina
- 1943 – Lille Napoleon
- 1944 – Dolly tar chansen
- 1945 – Hans Majestät får vänta
- 1946 – Driver dagg faller regn
- 1946 – Kristin kommenderar
- 1947 – Tösen från Stormyrtorpet
- 1948 – En svensk tiger
- 1948 – Flottans kavaljerer
- 1949 – Svenske ryttaren
- 1951 – Sköna Helena

### Producent
- 1922 – Fröken på Björneborg
- 1923 – Närkingarna
- 1924 – Trollebokungen
- 1925 – Styrman Karlssons flammor
- 1925 – Skeppargatan 40
- 1926 – Hon, Han och Andersson

### Roller
- 1921 – Värmlänningarna
- 1931 – Brokiga Blad
- 1931 – Trötte Teodor
- 1934 – Karl Fredrik regerar
- 1943 – SF-journalen 1943 Solna blir stad
- 1946 – Den gamla goda tiden

## Teater

### Regi
| År   | Produktion   | Upphovsmän | Teater            |
| ---- | ------------ | ---------- | ----------------- |
| 1927 | Vackra Ville | Hans Brask | Lilla Folkteatern |

### Fotnoter
1. 1 2 3 4  ”Gustaf Edgren”. Svensk Filmdatabas. Kungliga Biblioteket. http://www.sfi.se/sv/svensk-filmdatabas/Item/?type=PERSON&itemid=58264&ref=%2ftemplates%2fSwedishFilmSearchResult.aspx%3fid%3d1225%26epslanguage%3dsv%26searchword%3dgustaf+edgren%26type%3dPerson%26match%3dBegin%26page%3d1%26prom%3dFalse. Läst 6 mars 2013.
2. ↑  Vem är det 1945 sid. 250
3. ↑  https://jockeyklubben.se/bjorn-edgren-fortfarande-en-vinnare/
4. ↑  ”Vackra Ville”. Musik- och Teaterverket. https://calmview.musikverk.se/CalmView/Record.aspx?src=CalmView.Performance&id=P13021&pos=13. Läst 25 juli 2025.